# 诺比·斯泰尔斯
诺比·斯泰尔斯，MBE（Norbert "Nobby" Peter Stiles，1942年5月18日—2020年10月30日），是一名已退役的英格兰职业足球运动员，曾长期效力于曼联队，并帮助英格兰国家队夺得了1966年世界杯。斯泰尔斯身材矮小、深度近视，而且许多牙齿在早年的一次比赛中被打落，导致他长期佩戴假牙，在上场比赛前才取下，因而获得了「无牙虎」（the Toothless Tiger）的外号。但是球场上的斯泰尔斯司职中场防守，传球选择简单直接，拼抢则凶狠而准确，是球队后防线面前的重要屏障。在防守型中场这一位置还未完全成型的足球时代，斯泰尔斯就已经在曼联和英格兰担任起这个几乎纯防守的角色。

## 主要成绩
1966年英格兰世界杯，斯泰尔斯参与了全部六场比赛，帮助球队夺得史上唯一一次世界杯冠军。其中最为人称道的是其在半决赛对葡萄牙的比赛中，对于对方明星球员“黑豹”尤西比奥的贴身紧逼盯防。本届世界杯最佳射手、在之前四分之一决赛攻入四球的尤西比奥只在第82分钟通过点球得分，英格兰最终以2-1战胜对手进入决赛。
1968年，曼联打入欧洲冠军杯决赛对阵本菲卡，结果斯泰尔斯又被分派到了盯防尤西比奥的任务，并最终帮助球队4-1取胜。斯泰尔斯与队友曼联传奇鲍比·查尔顿爵士是至今为止仅有的两个夺得过国家队和俱乐部最高荣誉（指世界杯和欧洲冠军杯）的英格兰足球运动员。

## 教练生涯
1971年，斯泰尔斯以20,000英镑转会米德尔斯堡。两年后，他来到查尔顿任教的普雷斯顿成为球员兼教练。查尔顿爵士由于战绩不佳辞职后，斯泰尔斯接任主教练。1981年，斯泰尔斯与一批欧洲退役和半退役球星一起来到了北美足球联赛，并执教温哥华白浪队。1985年9月，重返英格兰的斯泰尔斯执教西布罗姆维奇，但是战绩并不理想，于次年二月份被解雇。事后斯泰尔斯表示自己实在承受不了每天从自家所在的曼彻斯特到俱乐部所在的伯明翰之间的往返路程，并从此放弃主教练生涯。
1989年至1993年间，斯泰尔斯曾经为曼联担任青年球员训练工作。曼联近年培养出的最著名的一批球星，包括吉格斯、贝克汉姆、斯科尔斯、加里·内维尔、菲尔·内维尔和尼基·巴特等都曾受训于斯泰尔斯。

## 延伸阅读
- Keeling, Peter (1971). Nobby Stiles. London: Wolfe, ISBN 0-7234-0456-9.
- McKinstry, Leo (2006). Sir Alf. London: HarperSport. ISBN 978-0-00-719379-0.
- Stiles, Nobby (2003). After the Ball: My Autobiography. London: Hodder & Stoughton, ISBN 0-340-82887-0.
- Tyers, Alan (2007). The Sixties...Be Sure To Wear False Teeth In Your Hair, Football365